# Viktorija Olekszijivna Borscsenko
Viktorija Olekszijivna Borscsenko (ukránul: Вікторія Олексіївна Борщенко, Herszon, 1986. január 5. –) ukrán válogatott kézilabdázó, a Rosztov-Don játékosa.

## Pályafutása

### Klubcsapatokban
Viktorija Borscsenko 2003 februárjáig a HK Dnyiprjanka Herszon csapatában kézilabdázott. Ezt követően szerződött Lvivbe. 2009 nyarán a Szpartah Kijiv csapatában folytatta pályafutását, velük a következő szezon végén bajnoki címet ünnepelhetett. Ezt követően fél szezont a Zaporizzsja SZDIA együttesénél töltött, majd Oroszországba igazolt a Dinamo Volgogradhoz. Háromszor nyert bajnoki címet a klubbal mileőtt 2013 nyarán aláírt volna a Rosztov-Donhoz. 2015-ben, 2017-ben és 2018-ban megnyerte az orosz bajnokságot a csapattal, 2017-ben EHF-kupa-győztes lett, 2019-ben pedig a Bajnokok Ligája döntőjében is pályára léphetett. 

### A válogatottban
Az ukrán válogatottal részt vett a 2008-as, 2012-es és a 2014-es Európa-bajnokságon, valamint szerepelt a 2007-es és 2009-es világbajnokságon. 103 válogatott mérkőzésén 160 gólt ért el.

## Sikerei, díjai
Szpartah Kijiv
- Ukrán bajnok: 2010

Dinamo Volgograd
- Orosz bajnok: 2011, 2012, 2013

Rosztov-Don
- Orosz bajnok: 2015, 2017, 2018
- Orosz kupagyőztes: 2017
- EHF-kupa-győztes: 2017
- Bajnokok Ligája-döntős: 2019